# Gonatocerus bucculentus
Gonatocerus bucculentus is een vliesvleugelig insect uit de familie Mymaridae. De wetenschappelijke naam is voor het eerst geldig gepubliceerd in 1988 door Huber.